# Bệnh viện Đa khoa Sài Gòn
Bệnh viện Đa khoa Sài Gòn là một bệnh viện trực thuộc Sở Y tế Thành phố Hồ Chí Minh, có địa chỉ tại số 125 đường Lê Lợi, phường Bến Thành, Quận 1, Thành phố Hồ Chí Minh (đối diện với chợ Bến Thành). Đây là một bệnh viện hạng II với quy mô 250 giường bệnh, có chức năng khám chữa bệnh đa khoa cho người dân thành phố và các địa phương khác chuyển đến theo phân tuyến. Bệnh viện đồng thời là nơi thực tập lâm sàng, đào tạo điều dưỡng tại các trường đại học, cao đẳng, trung cấp chuyên nghiệp.
Bệnh viện Đa khoa Sài Gòn cũng là một trong những bệnh viện có lịch sử lâu đời nhất tại Thành phố Hồ Chí Minh.

## Tổ chức
Về tổ chức, bệnh viện chia ra hai khối gồm lâm sàng và cận lâm sàng – dược (với 12 chuyên khoa), 7 phòng chức năng.

## Lịch sử

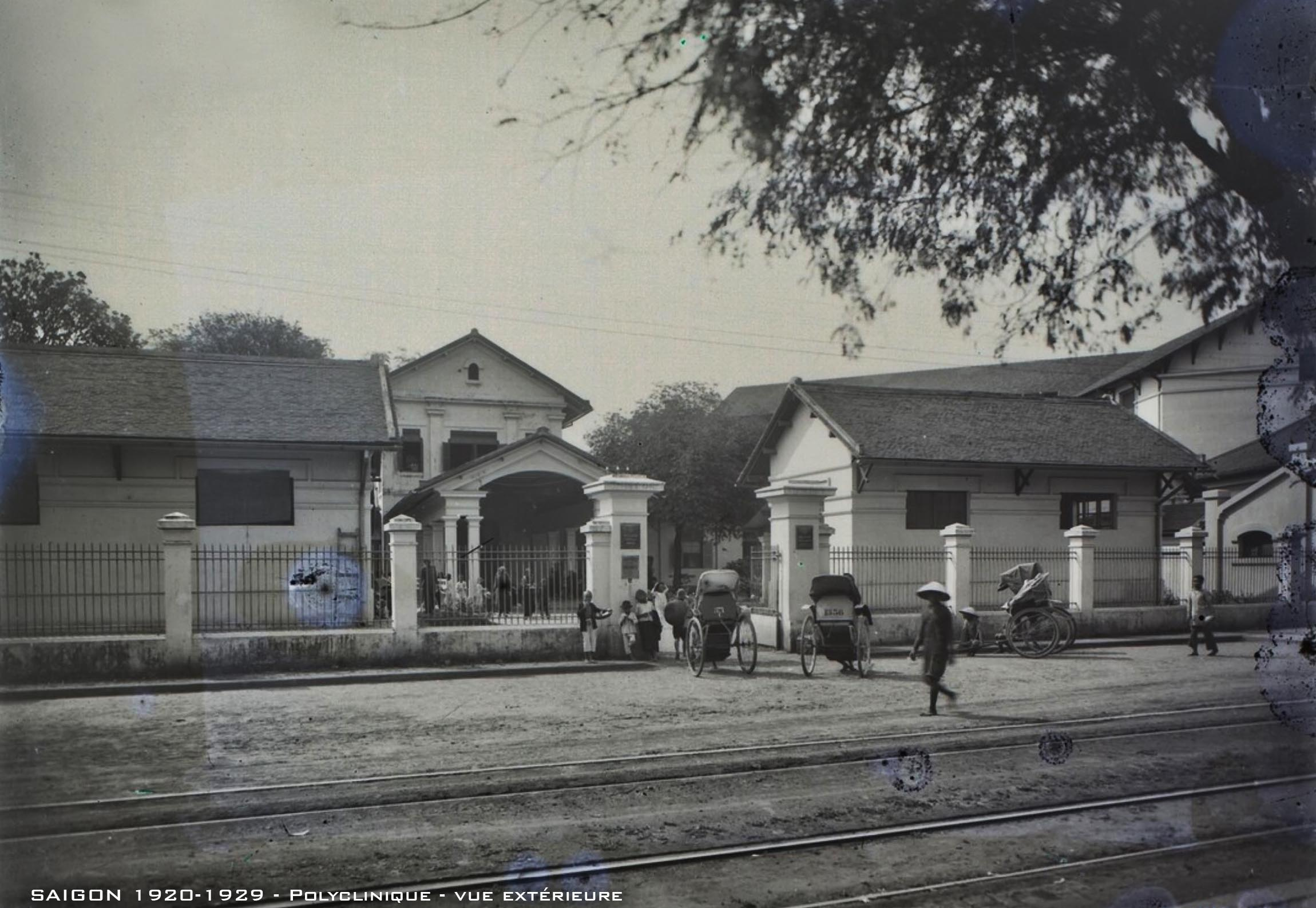
Phòng khám vào thập niên 1920, trước khi được xây dựng lại

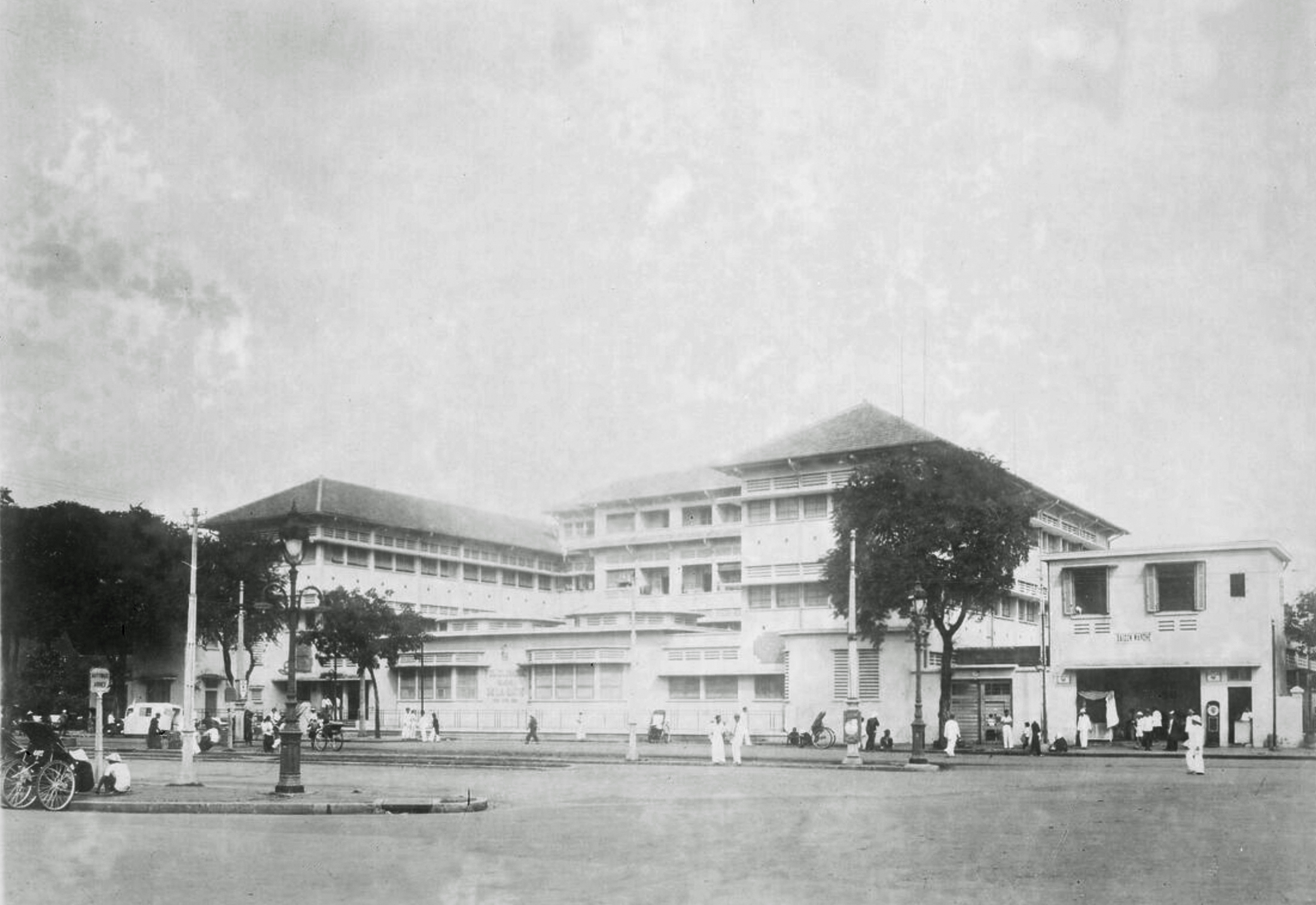
Phòng khám Dejean de la Bâtie thời điểm mới được xây dựng lại vào thập niên 1930

Bệnh viện này ban đầu là một phòng khám được xây dựng vào năm 1914 dành cho người Việt lúc bấy giờ, theo quyết định của Hội đồng thành phố Sài Gòn. Năm 1935, chính quyền lại quyết định xây mới phòng khám với quy mô lớn hơn. Công trình có kinh phí xây dựng là 185.000 piastre, hoàn thành năm 1939 và được đặt tên là Polyclinique Dejean de la Bâtie (theo tên của vị bác sĩ thành lập phòng khám). Tuy nhiên người dân còn gọi là nhà thương Chú Hỏa, do gia đình ông Hứa Bổn Hòa cũng có đóng góp một phần kinh phí xây dựng.
Năm 1955, chính quyền Việt Nam Cộng hòa đổi tên thành Bệnh viện Sài Gòn (cũng được gọi là Bệnh viện Đô thành). Tính đến năm 1971, Bệnh viện Sài Gòn có 10 khu: ngoại chẩn, nội khoa, nha khoa, ngoại khoa, giải phẫu, tai mũi họng, mắt, quang tuyến, thí nghiệm và ngân hàng máu, tiếp liệu y dược cụ.
Năm 1985, Bệnh viện Sài Gòn sáp nhập với Trạm vận chuyển cấp cứu và lấy tên là "Trung tâm Cấp cứu Thành phố" theo quyết định của Ủy ban nhân dân Thành phố Hồ Chí Minh. Đến năm 1999, trung tâm cấp cứu được chuyển về Bệnh viện Trưng Vương, Bệnh viện Sài Gòn trở lại là bệnh viện đa khoa cho đến nay.

## Cơ sở vật chất
Hiện nay, cơ sở vật chất tại bệnh viện đã xuống cấp sau hơn 80 năm hoạt động. Năm 2006, Thành phố Hồ Chí Minh đã có chủ trương di dời bệnh viện. Năm 2017, thành phố có kế hoạch xây mới bệnh viện tại khu Mả Lạng (khu tứ giác Nguyễn Cư Trinh, Quận 1), còn khu đất bệnh viện hiện nay sẽ giao cho Tập đoàn Bitexco xây dựng tổ hợp cao ốc văn phòng thương mại, khách sạn 5 sao. Tuy nhiên đến nay dự án này vẫn chưa được thực hiện.